# Caterina Scorsone
Caterina Scorsone (Toronto, 16 de outubro de 1981), é uma atriz canadense, conhecida por seus papéis na televisão. Estrelou como personagem principal na série de drama criminal Lifetime. Ela é mais conhecida por seu papel como Amelia Shepherd nos dramas médicos do canal ABC, Private Practice e Grey's Anatomy. Também estrelou em vários filmes para a televisão, o mais notável Alice.

## Biografia
Scorsone nasceu em Toronto, Canadá. Seu pai, Antonio Bruno Scorsone é assistente social e sua mãe, Suzanne Rozell Scorsone, é uma antropóloga social. Ela é a filha do meio dos cinco filhos na família. Ela foi criada como católica.
Ela frequentou a Academia Cardeal Carter para Artes em Toronto, onde estrelou em Oklahoma! e em várias outras produções, bem como a escola alternativa Subway Academy II. Além disso, ela frequentou o Trinity College na Universidade de Toronto, especializando-se em Estudos Literários e Filosofia. Em 2005, ela terminou os seus estudos lá. Perto do período de se tornar mãe, Caterina tornou-se uma doula, estudou em Tennessee e foi para Los Angeles com a intenção de aprender e se tornar uma parteira.

## Filmografia
| Ano           | Filme                                    | Personagem                    | Notas                                                                             |
| ------------- | ---------------------------------------- | ----------------------------- | --------------------------------------------------------------------------------- |
| 1991-1994     | Mr. Dressup                              | Desconhecido                  |                                                                                   |
| 1995          | Shock Treatment                          | Robyn Belmore                 |                                                                                   |
| 1995          | When the Dark Man Calls                  | Angie                         |                                                                                   |
| 1996          | Ready or Not                             | Colleen                       | "The Girlfriend"                                                                  |
| 1996          | Goosebumps                               | Jessica Walters / Sara Kramer | 1996-1999                                                                         |
| 1996          | PSI Factor: Chronicles of the Paranormal | Megan Lester                  | "Possession" / "Man Out of Time"                                                  |
| 1996          | Flash Forward                            | Darby                         | "Saboteurs"                                                                       |
| 1998          | Once a Thief                             | Alice 'Allegra' Mansfield     | "Little Sister"                                                                   |
| 1998          | Teen Knight                              | Alison                        |                                                                                   |
| 1998          | Power Play                               | Michelle Parker               | 1998-2000                                                                         |
| 1998          | Rescuers: Stories of Courage             | Irena Csizmadia               |                                                                                   |
| 1998          | Strike!                                  | Susie                         |                                                                                   |
| 1999          | The Third Miracle                        | Maria Witkowski               |                                                                                   |
| 1999          | The Devil's Arithmetic                   | Jessica                       |                                                                                   |
| 2000          | Borderline Normal                        | Beth                          |                                                                                   |
| 2000          | Common Ground                            | Peggy                         |                                                                                   |
| 2000          | Rated X                                  | Liverty                       |                                                                                   |
| 2001          | My Horrible Year!                        | Babyface Hamilton             |                                                                                   |
| 2001          | The Associates                           | Anna Clay                     | "Spare The Rod" / "Winner Take All"                                               |
| 2003-2006     | Missing                                  | Jess Mastriani                |                                                                                   |
| 2009          | Alice                                    | Alice Hamilton                |                                                                                   |
| 2010          | Edge of Darkness                         | Melissa Conway                |                                                                                   |
| 2009-2013     | Private Practice                         | Amelia Shepherd               | Recorrente Temporada 3; Regular Temporada 4-6                                     |
| 2010-presente | Grey's Anatomy                           | Amelia Shepherd               | Convidada Temporada 7 e 8; Recorrente Temporada 10; Regular Temporada 11-presente |
| 2020-2021     | Station 19                               | Amelia Shepherd               | Convidada Temporada 3-4                                                           |